# ريتشارد هيل (لاعب كرة قدم بريطاني)
ريتشارد هيل (بالإنجليزية: Richard Hill)‏ (20 سبتمبر 1963 في المملكة المتحدة - ) هو مدرب كرة قدم ولاعب كرة قدم بريطاني في مركز الهجوم. لعب مع أكسفورد يونايتد وليستر سيتي ونادي نورثامبتون تاون ونادي واتفورد ونادي كيترينغ تاون ونونيتون بورو ‏.

## وصلات خارجية
- ريتشارد هيل على موقع قاعدة بيانات كرة القدم.إي يو (الإنجليزية)